# Альфонсо Оїтеронг
Альфонсо Оїтеронг (англ. Alfonso Rebochong Oiterong; нар. 9 жовтня 1924) — палауський політик, другий президент Палау (2 липня—25 жовтня 1985), віце-президент Палау (1981–1985).